# Formarea statelor medievale românești
Formarea statelor medievale românești este un proces istoric care se derulează începând cu secolul al VIII-lea și sfârșind cu secolul al XIV-lea, prin care nobilimea din țările medievale române se emancipează treptat de stăpânirea împărățiilor sau a regatelor vecine, și care se încheie cu întemeierea voievodatelor istorice românești: Țara Românească și Moldova.

## Migrații prin actualul teritoriu al României între secolele al III-lea și al XII-lea
După retragerea aureliană a Romanilor în anul 271, triburile gotice au dominat și s-au așezat temporar în partea sud-estică a teritoriului actualei Românii, în timp ce Imperiul Roman continua să existe în sudul Dunării, inclusiv Dobrogea. Goții au fost izgoniți la sfârșitul secolului al IV-lea de către huni, un popor nomad venit din stepele Asiei. Vestul Daciei a făcut parte din Imperiul hun panonic până la moartea lui Attila (453). Triburile gepide, de neam germanic, au luat locul hunilor, până când au fost înglobate în Hanatul Avarilor din Bazinul Panonic. Avarii, un popor turc înrudit cu hunii, au intrat în Europa în secolul al VI-lea (562-567). Ei s-au stabilit în Panonia, de unde temporar au căutat să se extindă către est și vest.
În Hanatul Avar panonic au venit și alte triburi migratoare: lombarzii și slavii, care au fost și ei înglobați în Hanat. Lombarzii nu au stat mult în Panonia, îndreptându-se spre Italia, unde au creat regatul Lombardiei. După secolul al VI-lea slavii au participat, împreună cu avarii, la campaniile lor de prădă la sud de Dunăre, iar după ce Hanatul a încetat să mai existe din cauza presiunilor francilor din est, slavii au ocupat unele din vechile teritorii avare. Atât în Dacia, cât și în sudul Dunării, slavii s-au așezat și conviețuit în timp cu daco-romanii și traco-romanii. Astfel limba romanică de până în sec al VI-lea s-a transformat treptat în proto-română, cu unele influențe slave.
Pe vremea migrațiilor, după ce majoritatea orașelor romane dacice au fost distruse de barbari migratori, daco-romanii s-au organizat în obști sătești, numite de istorici Romanii populare și de popoarele vecine Vlahii, denumire prin care acestea le deosebeau de Sclaveniile slavilor, și care au lăsat toponimele ca Vlahia, Vlașina, Vlahina, Blatnița, Vlăsia, Vlașca, Romania Planina, Stari Vlah, Montana, și altele asemănătoare.
Spre a doua jumătate a secolului al VI-lea, proto-bulgarii, de neam turanic, ce veneau de pe Volga, sub conducerea hanului Asparuh, i-au forțat pe bizantini să le cedeze Moesia și Transalpina. Bulgarii și românii au avut temporar un destin comun în istoria medievală timpurie, contribuind în măsură egală la formarea Imperiului româno-bulgar condus de familia de origine română a Asăneștilor. Imperiul era de fapt un regat, denumit în documentele vremii Româno-Bulgar sau Româno-Grec, și a durat între anii 1187 și 1256.

## Atestări
O inscripție runică ce datează de la mijlocul secolului XI, din localitatea suedeză de pe insula Gotland îi menționează pe românii stabiliți în spațiul est-carpatic. În cea mai veche atestare este menționat că un vareg este ucis de un "blakumen" în timpul călătoriei sale (drumul fiind de la Marea Baltică spre Constantinopol, de-a lungul coastei moldovenești la Marea Neagră). Românii apar menționați în Saga lui Eymund, opera literară islandeză din secolul XIII. Relatează că în armata cneazului rus Sviatopluk s-au aflat și "blokumenn" - românii. 
Saga lui Olaf și Cercul Lumii redactate în anii 1220 menționează Blokumannaland- Țara românilor, fiind situată în peninsula Balcanică. 
În Saga lui Egil și Asmund, compusă în secolul XIV, se menționează o țară a românilor în vecinătatea Rusiei, în spațiul est-carpatic. 
În Cartea Creației și istoriei, redactată în anul 966, un autor arab menționează "valadj" - vlahii sau românii.
Cronicarul bizantin Niketas Choniates relatează că împăratul Andronic I Comnen, aflat în perioada de detenție, a evadat din închisoare și s-a refugiat în Rusia în 1164. A fost prins de vlahi, localizați în vecinătatea Dunării și în nordul Moldovei. 
În Cântecul Nibelungilor (Nibelungenlied), la nunta lui Attila cu Krimhilda, a fost invitat ducele Ramunc din țară vlahilor, venit cu 700 de însoțitori. 
Într-un poem german compus în 1260 menționează Ramunge în Țară Vlahilor și în Moldova.Format:Necesită sursă
Cavalerii teutoni ce au fost staționați de regele maghiar Andrei al II-lea al Ungariei în Țara Bârsei, cu rolul de a apară granița sud-estică împotriva cumanilor, și-au extins autoritatea și peste curbură Carpaților, ajungând până la Dunăre. Nerecunoscand autoritatea regelui maghiar și planul de a înființa un stat propriu supus papalității, relațiile dintre ei și maghiari s-au deteriorat. În cele din urmă, teutorii au fost înlăturați de o dominație bisericească prin intermediul episcopiei cumanilor. 
În 1228 o parte din cumani așezat la curbură Carpaților s-au convertit la creștinism și au înființat episcopia cumanilor supusă arhiepiscopiei maghiare de la Esztergom. În corespondență papală a fost un act din 1234 emis de Papa Grigore al IX-lea ce atestă existența structurilor politice românești în regiune, a unui grup uman cuprins în cadrele unui organism politic și ecleziastic. 
După invazia mongolă, teritoriile est-carpatice au intrat sub dominația mongolilor timp de un secol, sursele scrise fiind tot mai sărace în informații.
Structurile politice românești de la mijlocul secolului al XIII-lea din spațiul sud-carpatic sunt pomenite în Diploma Ioaniților din 1247. 
Pentru că fragilitatea sistemului defensiv al regatelor creștine din centrul Europei a fost demonstrată de invazia mongolă, în 1245 papalitatea a convocat primul conciliu de la Lyon, fiind disputate problemele bisericești și problema apărării graniței estice a lumii creștine în față hoardelor mongole. S-a decis fortificarea regiunilor de granița. Astfel, regele maghiar, Béla al IV-lea i-a adus pe cavalerii ioaniți în 1247, oferindu-le diplomă prin care erau reglementate raporturile dintre cavaleri și regalitatea. Diploma atestă existența unor structuri politice între Dunăre și Carpați, în dreapta Oltului fiind Țara Severinului, cnezatele lui Ioan și Farcaș și cnezatul voievodului Litovoi. Cnezatul voievodului Litovoi cuprindea și Țara Hațegului, iar în stânga Oltului se situa voievodatul lui Seneslau în regiunea Argeșului până la creastă munților. Restul teritoriului din stânga Oltului era numit Cumania datorită dominației cumane. 
Cnezatele și voievodatele erau sub suzeranitate maghiară, supuse de maghiari după 1230 în timpul campaniilor maghiare împotriva Țaratului Vlaho-Bulgar. Sunt impuși banii de Severin pentru a atestă autoritatea maghiară în regiunea din dreapta Oltului. 
Își fac apariția călugării dominicani, care au încercat să-i convertească pe românii ortodocși la catolicism. Invazia mongolă a spulberat autoritatea maghiară din sudul Carpaților și după retragerea acestora, regalitatea maghiară i-au readus pe cnezii și voievozii români în sfera acestuia. Voievodul Seneslau, ce s-a luptat cu mongolii și a fost învins în 1241, s-a supus maghiarilor. 
Prin documentul din 1241, Banatul Severinului, cnezatele lui Ioan și Fărcaș erau sub autoritatea cavalerilor ioaniți. Țara lui Litovoi și cea a lui Seneslau erau supuse direct de regele maghiar. Veniturile erau împărțite după această ierarhie, Litovoi și Seneslau beneficiind de statuturi privilegiate, purtau titluri de voievozi, dovedind un nivel ridicat de organizare politică și fiind recunoscuți de regalitatea maghiară. 
Cavalerii Ioaniți urmau să cucerească Cumania, fiind singurii beneficiari ai veniturilor din acel teritoriu. Nu s-a putut realia însă, iar sursele scrise sunt sărace în această privința. Cert e că regiunea din dreapta Oltului a rămas sub suzeranitatea maghiară până în secolul XIII, iar în această perioada, Banatul Severinului este menntionat în dcumentele de cancelarie maghiare.

## Țaratul Vlaho-Bulgar al Asăneștilor

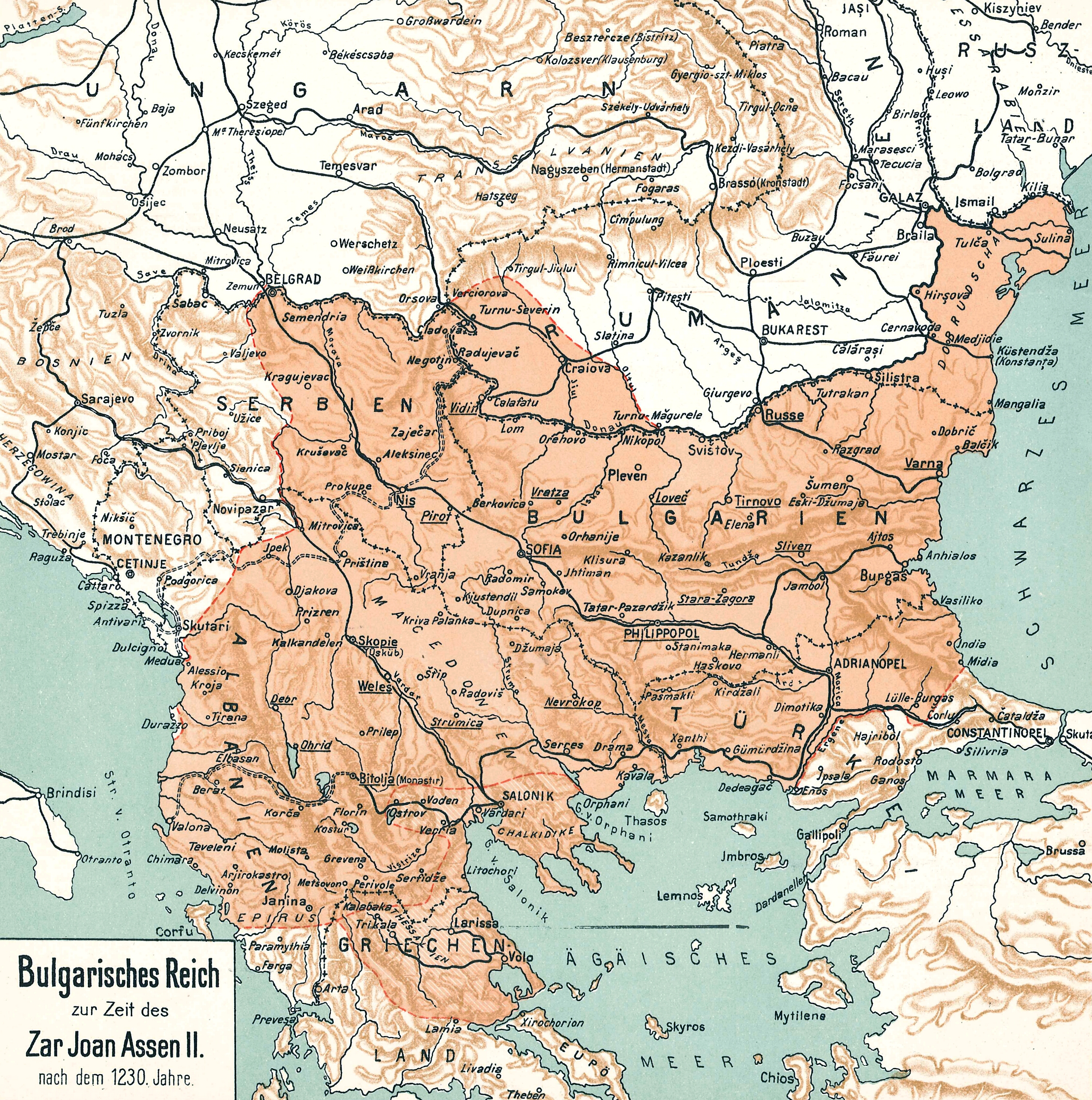
Întinderea țaratului Vlaho-Bulgar sub domnia lui Caloian
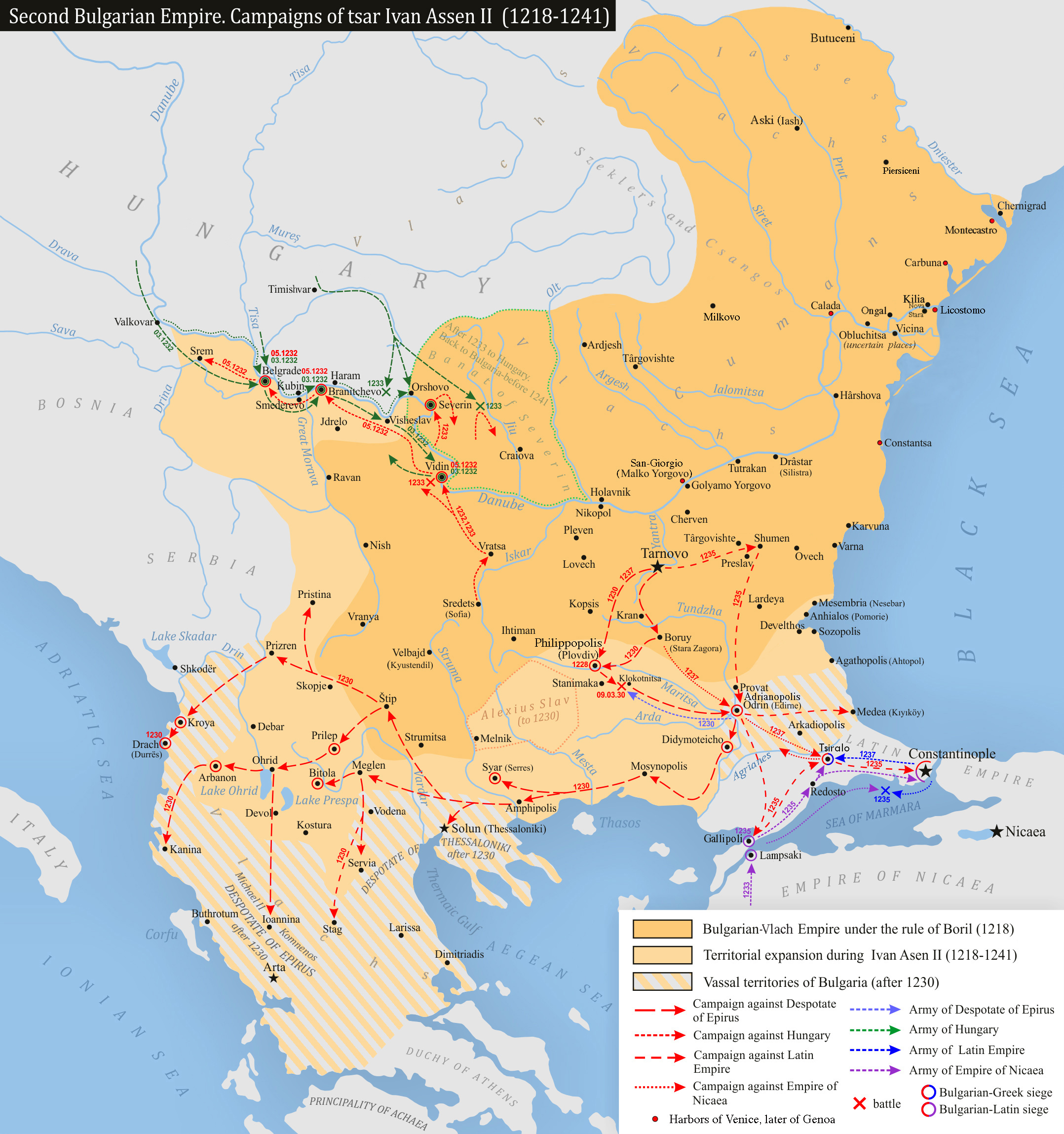
Războaiele lui Ioan Asan II
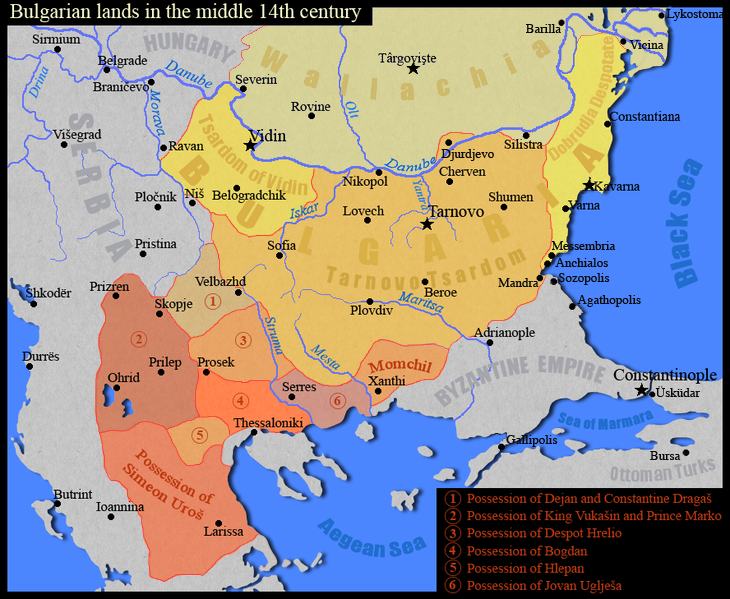
Statele bulgare și „vlăhești” în sec. XIV
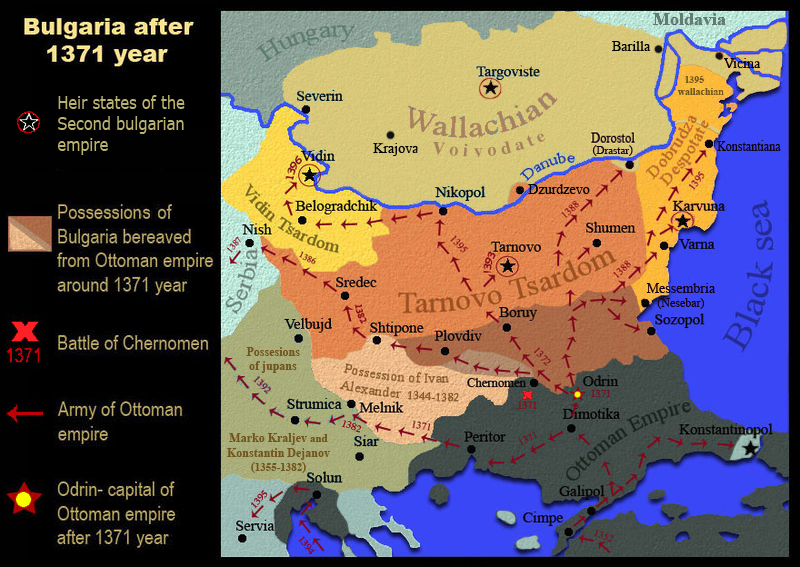
Statele bulgare și „vlăhești” după 1371

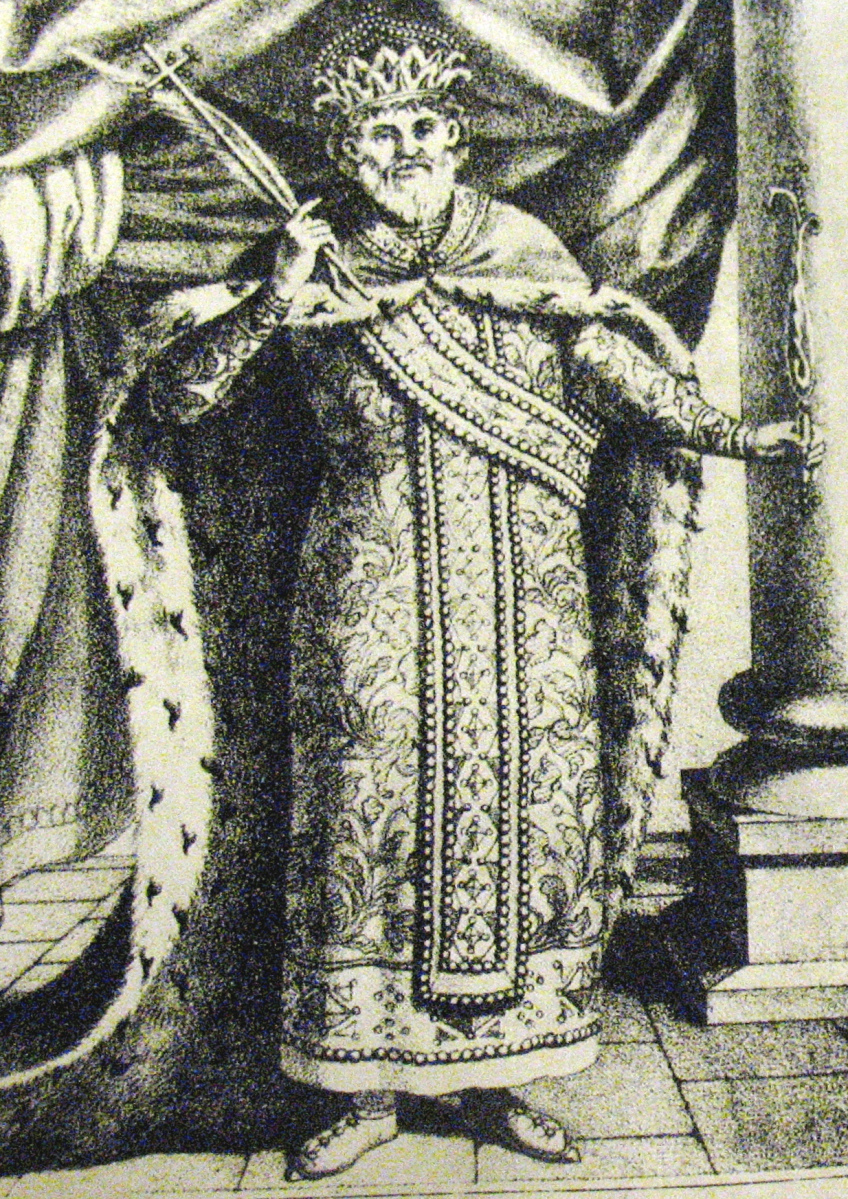
Ioan Asan I

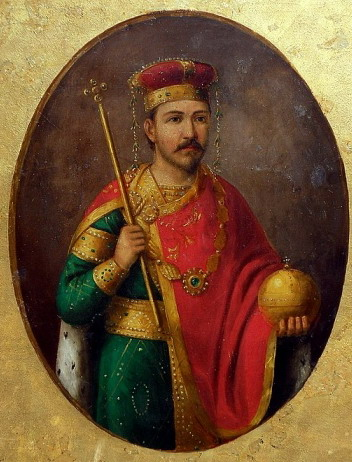
Ioan Asan al II-lea

Creștinându-se, proto-bulgarii au format Primul Țarat Bulgar, care a ajuns la apogeul său teritorial în timpul țarului Samuil I cel Mare, cuprinzând majoritatea obștilor sătești ale proto-românilor, devreme ce se întindea de la Marea Adriatică la Marea Neagră, și de la Tisa și Nistru până în Macedonia. În timp, proto-bulgarii s-au amestecat cu slavii, formând neamul slav al bulgarilor.
Românii din sudul Dunării sunt cel mai frecvent menționați în sursele bizantine. Politic, după anul 1018, întregul teritoriu până la Dunăre aparținea bizantinilor. Este atestată prezența românilor în 1094, când în timpul unei campanii conduse de cumani împotriva bizantinilor, un român pe nume Bădilă l-a înștiințat pe împăratul bizantin de incursiunea inamică. 
Ana Comnena afirmă că românii i-au ghidat pe cumani prin păsurile munților Balcani. În 1166, împăratul Manuel I Comnen  a recrutat o oaste română pentru a lupta împotriva ungurilor. 
La sfârșitul secolului XII, după o strânsă colaborare militară cu Imperiul Bizantin, vlahii sau românii sud-dunăreni s-au simțit serios amenințați atunci când regele Isaac al II-lea Angelos a crescut obligațile fiscale, pregătindu-și nunta cu fiica regelui Ungariei. Au încercat să înduplece autoritatea bizantină pentru a-și păstra vechile privilegii. În 1185, frații Petru și Asan au fost trimiși de comunitățile de vlahi ca soli la Kypsela, curtea regelui lui Isaac pentru a obține micșorarea dărilor. Nu i-a ascultat și le-a respins cererile. Cei doi frați au declanșat răscoala și Petru s-a încoronat. După ce o serie de generali înclinați spre trădare, împăratul însuși a condus campania din 1186. Frații Petru și Asan s-au refugiat în nordul Dunării, cerând sprijinul cumanilor. Apoi, au recuperat teritoriile bizantine după ce împăratul a lăsat garnizoane reduse. În 1187 s-a desfășurat bătălia dintre cele două tabere, bizantinii ieșind învingători. În anii următori însă, împăratul nu a obținut victorii decisive. Vlahii și-au întărit regiunea muntoasă în cetăți și fortificații puternice. Isaac II Anghelos a fost detronat, iar trupele bizantine au fost chemate la Constantinopol să întărească autoritatea noului împărat, Alexios al III-lea Angelos. Vlahii sud-dunăreni, sprijiniți de cumani, de vlahii din nordul Dunării, de bulgari, au reușit să reziste asalturilor obștiilor bizantine.
În cele din urmă, imperiul a fost silit să încheie pace cu statul vlaho-bulgar, formându-se astfel Țaratul Vlaho-Bulgar sub dinastia Asăneștilor în nordul Peninsulei Balcanice. Capitala noii formațiuni a fost stabilită la Târnovo, pe malul răului Iarna. 
În 1196 și 1197, Petru și Asan au fost uciși de boierii locali.
Ioniță Caloian, fiind recunoscut de Papa Inocențiu al III-lea ca rege al vlahilor și bulgarilor, a preluat conducerea regatului și a desăvârșit construcția și consolidarea țaratului vlaho-bulgar. A extins granițele de la Dunăre până la Marița, de la Marea Neagră până la Vardar. A aspirat chiar la cucerirea Constantinopolului și la titlul de împărat. Însă, în timpul celei de-a patra cruciade, Constantinopolul a fost ocupat în 1204 de către cruciații venețieni și a fost astfel înființat Imperiul Latin de Constantinopol. Țaratul vlaho-bulgar și Imperil Latin s-au aflat într-un conflict permanent. Cu sprijinul cumanilor, vlaho-bulgarii au obținut victorii la Adrianopol în 1205, luându-l că prizonier pe împăratul latin, Balduin I de Constantinopol. Ioniță nu a reușit însă să cucerească Constantinopolul din cauza manevrelor politice ale adversarilor. A fost ucis de un cuman în timpul asedierii Tesalonikului în 1207.
Succesorul său, țarul Borilă s-a confruntat cu boierii și cu erezia bogomila. A înăbușit conspirația boierilor la Vidin cu ajutorul unei oaste maghiare, formate din secui, români și pecenegi sub conducerea comitelui Ioachim. A organizat represalii împotriva bogomililor. Treptat însă, românii și-au pierdut rolul în regatul asanestilor. 
Ioan a revenit în țară în 1218 și cu ajutorul boierilor, l-au capturat, orbit și înlăturat pe Borilă și a preluat tronul. 
Sub Ioan Assan al II-lea, statul vlaho-bulgar a atins expansiunea și influență să internațională cea mai largă. Ioan s-a intitulat țar al bulgarilor și al grecilor. Și-a întins stăpânirea de la Marea Neagră până la Marea Adriatică, de la Dunăre la Adrianopol și Orhida. A fost în bune relații cu regele maghiar (s-a căsătorit cu fiica lui Andrei al II-lea), cu împăratul latin și cu papa. În 1228 a încheiat o alianța cu împăratul de la Niceea. Însă oscilațiile dintre tabăra latină și cea bizantină au atras implicarea ungurilor, atacând țaratul între 1230-1238. După campania din 1230, în spațiul cuprins dintre Olt, Dunăre și Carpați, regele maghiar a înființat banatul de Severin. 
Ioan Asan al II-lea a murit în 1241, iar fiul și fratele său au fost uciși de boieri. 
Ultimul țar al regatului Asǎneștilor, Căliman al II-lea, a fost alungat în 1258. Tronul a fost preluat de bulgari ce și-au revendicat vechea dinastie a primului țarat bulgar. După 1241, țaratul a pierdut teritoriile obținute de Ioan Asan II și rolul primordial în politică balcanică.

## Invazia mongolă

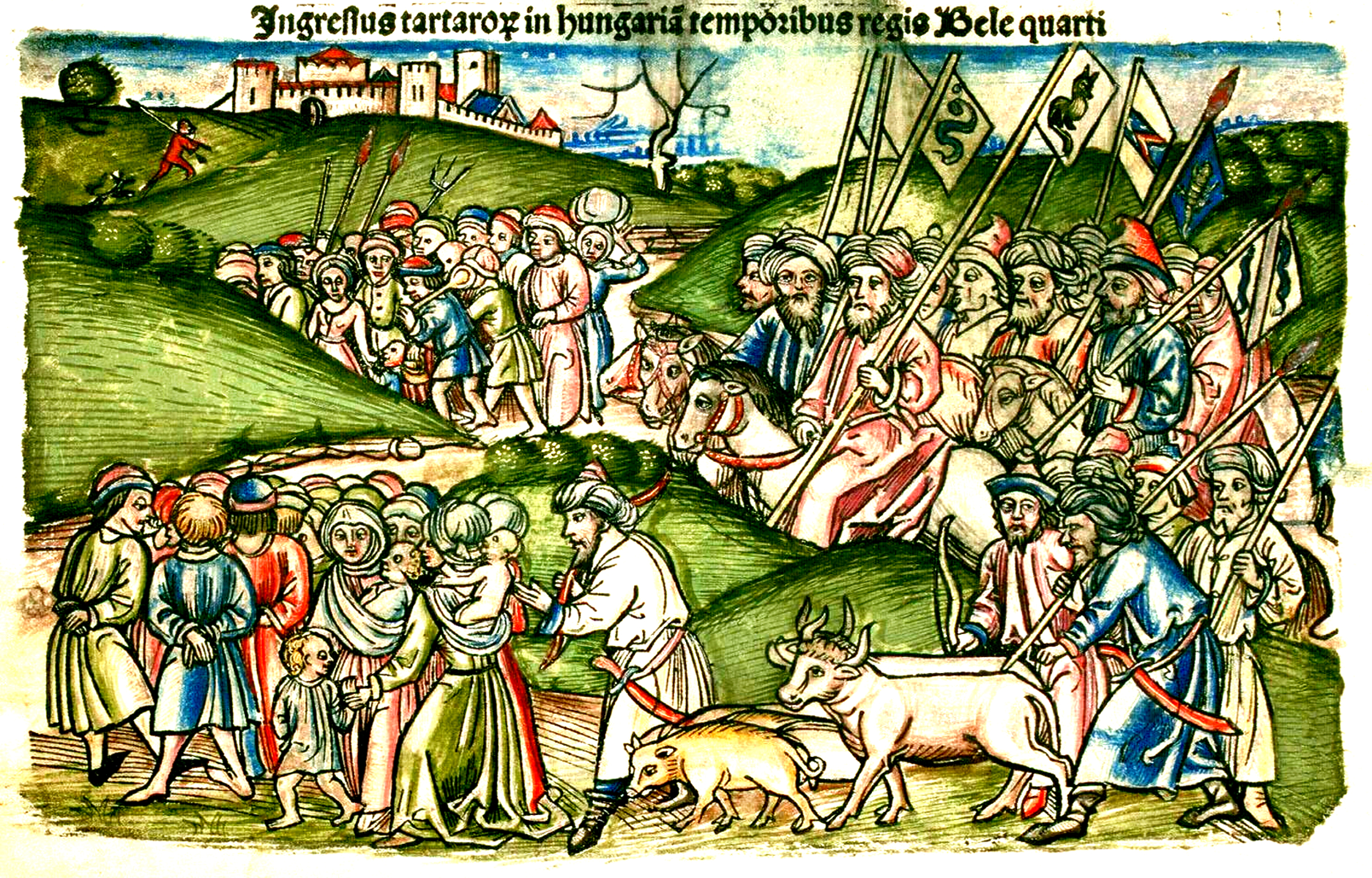
Invazia mongolă

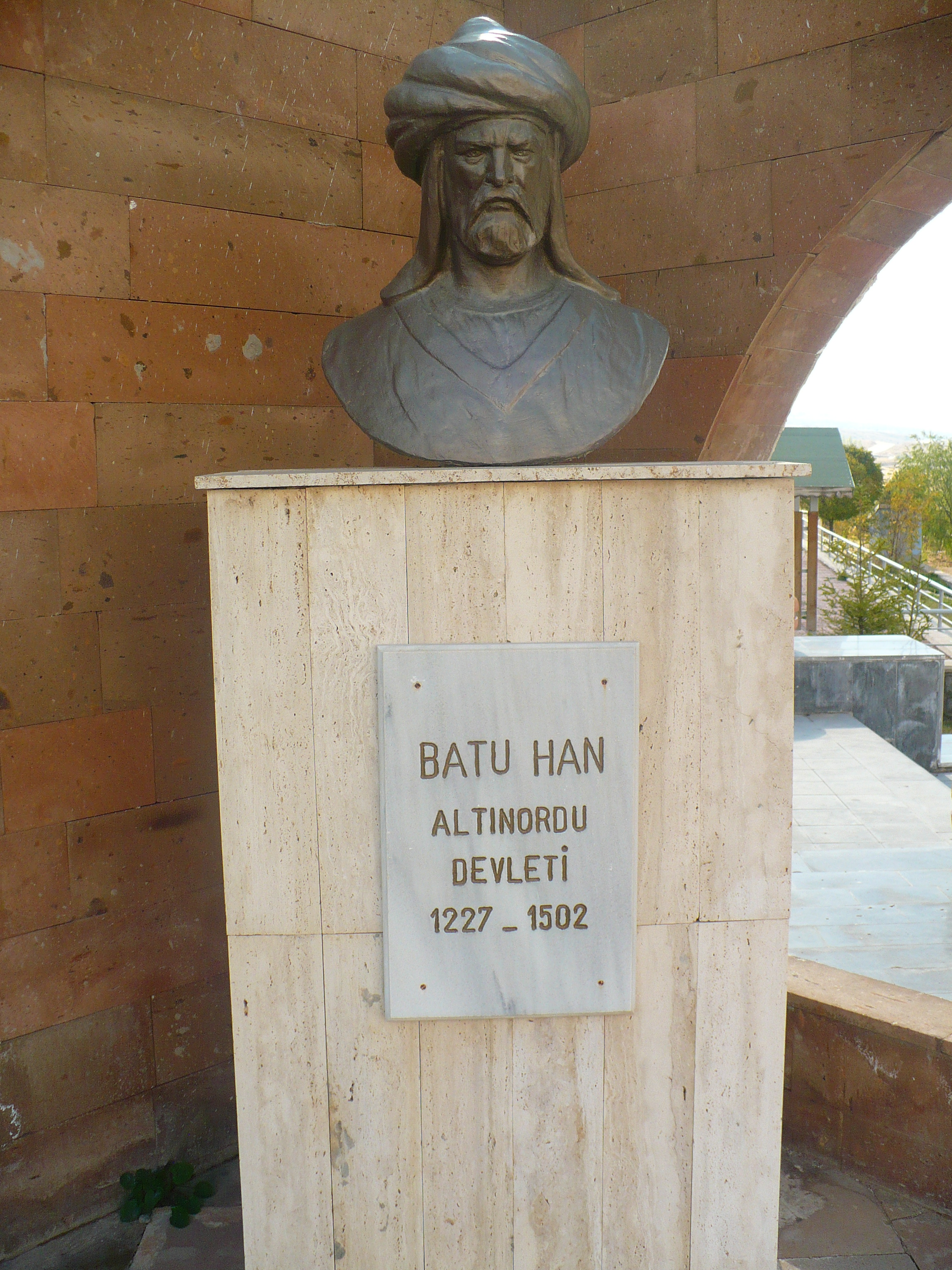
Batu Han

La începutul secolului al XIII-lea, Ginghis Han a reușit prin alianțe, șantaj sau lupte, să mobilizeze și să unească triburile mongole și să clădească Imperiul Mongol de la Pacific și din China până la Urali și Marea Caspică. 
Între 1223 și 1241, mongolii au supus Europa de Est și au pătruns în Europa centrală. La moartea lui Genghis Han, Ögedei Khan a preluat comanda.
În 1241, după ce a zdrobit rezistența cnezatelor ruse, armata mongolă, condusă de Batu Han, s-a îndreptat spre Ungaria. Una dintre aripile marii oști a pătruns în Cumania apuseană, despărțindu-se în trei: prima a pătruns în Transilvania, prin Carpații Orientali, cucerind așezările săsești de la Rodna și Bistrița și s-a îndreptat spre Ungaria; a doua a traversat munții, prin pasul Oituz, și a zdrobit oastea transilvăneană din Țară Bârsei, iar a treia a anihilat forțele armate ale vlahilor negri-karaulagh sau ale popoarelor ulagh, voievodatele și cnezatele din Cumania. 
Mongolii au pătruns la hotarul țării Miselau - identificat cu Seneslav, pe care l-au învins. Într-o jumătate de an, întreg teritoriul românesc a fost ocupat. 
În Bătălia de la Mohi, din aprilie 1241, oastea maghiară a fost zdrobită. A fost cucerită capitala Buda și în cele din urmă, mongolii au cucerit Dalmația, Bosnia (regiune), Serbia și Bulgaria. 
La sfârșitul anului 1241, expansiunea s-a încheiat brusc din cauza luptelor pentru putere după moartea lui Ogodai. În 1242, mongolii s-au retras din Ungaria și Transilvania, însă stăpâneau încă teritoriul românesc.
Mărturiile martorilor oculari sunt înfiorătoare în privința năvălirii mongole, descriind masacre. Urme ale treceri lor pe meleagurile române se văd în toponimie: Munții Tătaru Mare și Tătarul Mic, localități că Tătarcă, Tătărași, Bug, sau antroponime - Tătărescu, Mârza, Mârzac. Termenul de „bir” provine din turanică datorită prezenței tătarilor, ce i-au supus pe români la plata unor dări grele. 
Călugărul Rogero de Puglia, autorul scrierii Carmen Miserabile, a lăsat mărturii despre trecerea mongolilor prin cetatea Oradea. El însuși a căzut prizonier oștilor Hoardei, dar a reușit să scape, fiind recompensat pentru credință prin oferirea scaunului episcopal de la Split.

## Primele structuri politice

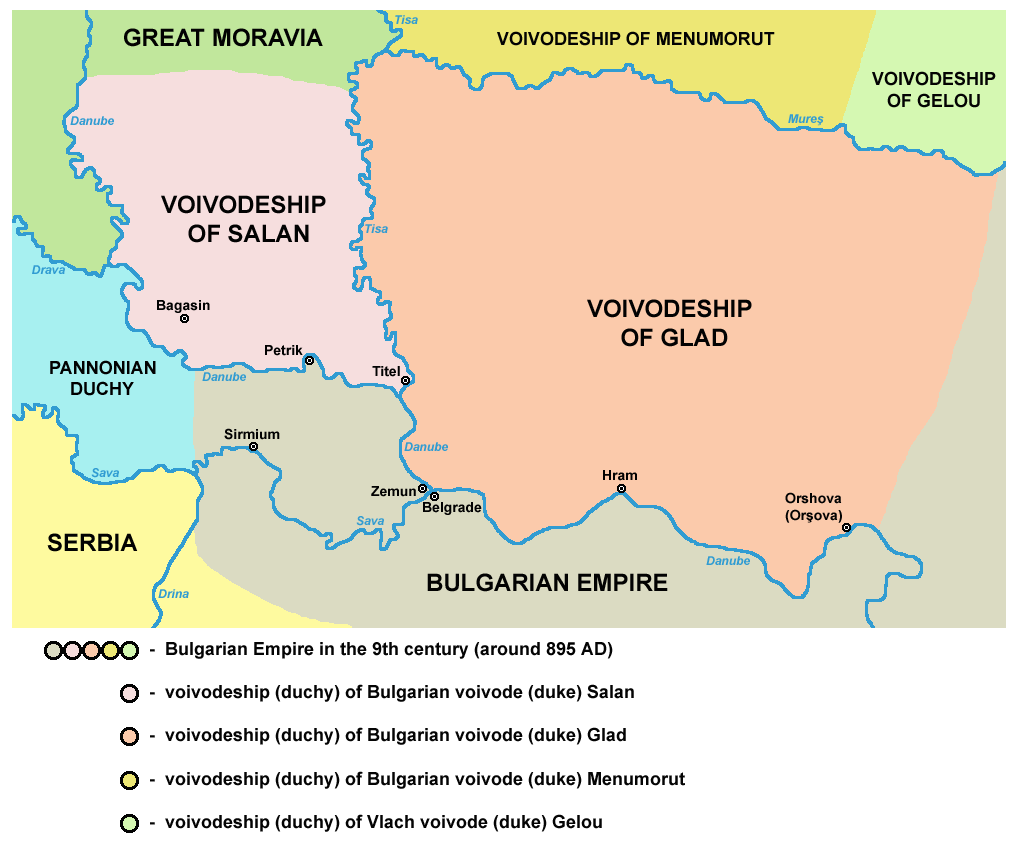
Harta formațiunilor prestatale românești

După retragerea aureliană, bazinul inferior al Dunării a fost invadat de valuri succesive de populații migratoare timp de un mileniu, precum goții sau mongolii ce și-au exercitat dominația asupra spațiului. 
Năvălirile sunt atestate în surse scrise ca analele, cronicile, hagiografii și inscripții, și de descoperirile arheologice. Românii sunt menționați târziu în sursele scrise, majoritatea informațiilor fiind numai despre populațiile migratoare care s-au perindat prin regiune. 
Până în secolele X-XI, românii erau omiși în analele și cronicile vremii pentru că se notau doar evenimentele majore. 
Abia după secolul XI, când populația română a fost implicată în evenimente cu impact major și s-au dezvoltat primele structuri politice în regiune au rămas în memoria istoriei scrise.
Faptul că erau organizați politic semnifică implicarea puternică a românilor în evenimente militare și politice majore. 
La început românii erau organizați în obști sătești și în uniuni de obști. Sursele târzii atestă modul de organizare a românilor-cnezatele și voievodatele, instituții preluate de la slavi, ce erau ierarhizate geografic. 
Unul sau mai multe sate formau un cnezat, iar mai multe cnezate situate pe aceeași vale sau într-o regiune deilimitata natural formau un cnezat de vale, iar mai multe cnezate de vale formau un voievodat. Ele s-au format datorită evoluției sociale și contextului extern: dominația exercitată de populațiile migratoare.
În secolul al X-lea existau mici formațiuni statale pe actualul teritoriu al României și al Republicii Moldova, vasale ale Țaratului bulgar. Atunci apar noi state care vor știrbi puterea Țaratului bulgar la nord de Dunăre: Maghiarii, care se stabilesc în jurul anului 896 în Panonia, de unde se întind  după anul 1000 și asupra Munților Apuseni și a Transilvaniei, și Cnezatul Kievean care încearcă să ajungă la gurile Dunării și la Marea Neagră. Conform legendarei cronici Gesta Hungarorum, Tuhutum, unul dintre cei șase conducători ai triburilor maghiare, a cucerit la răsărit de Munții Apuseni voievodatul lui Gelu, păstrându-l pentru urmașii săi. În Crișana, Menumorut a acceptat suzeranitatea ungurilor. În 1002/3, Gyula (Gyla/Jula), urmașul lui Tuhutum, s-a revoltat împotriva regelui maghiar Ștefan I al Ungariei, dar a fost înfrânt, iar principatul său a intrat sub suzeranitatea Regatului Ungariei, păstrând ca formă de organizare principatul. Denumirile voievozilor din Gesta Hungarorum sunt socotite de istorici legendare, probabil inspirate de toponime (ca Maramureșul) sau de substantive comune (Gyula înseamnă „căpetenie” în maghiară), dar cronica se inspiră dintr-un episod istoric real: cucerirea cnezatelor slavo-române din Transilvania de către Maghiari.
Pe la 800, pecenegii, un popor turanic, se așezaseră în zona dintre Bug și Dunăre. Împreună cu ei veniseră și uzii și onogurii, alte popoare turanice. De la onoguri, aliați cu maghiarii, provine denumirea de „unguri”. În jur de 1000 apar și cumanii, înrudiți cu pecenegii. Ei ocupă sudul Cnezatului Kievean și teritoriile actualei Moldove și nord-estul Munteniei, numit temporar și Cumania. Pecenegii și cumanii au organizat și campanii la sud de Dunăre. Câteva cuvinte din limba română vin din cumană; există și ipoteza că însăși Basarab s-ar trage dintr-o familie de origine cumană. Micile cnezate sau jupanate românești se adaptează noii situații și devin vasale ale noilor puteri. Aceste formațiuni prefeudale erau în general denumite „Țări”:
- în Dobrogea: Țara Vicinei, Țara Cavarnei.

- în Transilvania și Banat: Țara Oașului, Țara Marmației, Țara Crasnei, Țara Lăpușului, Țara Năsăudului, Țara Bihorului, Țara Moților, Țara Zarandului, Țara Gurghiului, Țara Hațegului, Țara Cibinului, Țara Almăjului, Țara Făgărașului, Țara Bârsei, Țara Vâlcului, Țara Severinului, Țara Brețcului .

- în Moldova: Țara Strășinețului, Țara Dornei, Țara Moldovei (râul, la început, în jurul cetățiilor Baia și Câmpulung), Țara Sorocăi, Țara Lăpușnei, Țara Vrancei, Țara Tigheciului, Țara Ciubărciului.

- în Oltenia și Muntenia: Țara Severinului, Țara Loviștei, Țara Gilortului, Țara Jaleșului, Țara Lotrului, Țara Câmpulungului, Țara Litva, Țara Vlahilor, Țara Muscelului.

Numele unora dintre conducătorii lor s-au păstrat:
- în Dobrogea: Dimitrie; Gheorghe; Tatos; Sacea; Sestlav.

- în Transilvania (legendari): Gelu-singurul care era de origine românǎ; Gyula; Kean-de origine bulgarǎ

- în Banat (legendari): Glad; Ahtum; Chanadin (Chanadinus).

- în Crișana: Menumorut.

- în Moldova: Costea; Olaha.

- în Muntenia: Mișelav; Seneslau; Negru Vodă (legendar); Basarab I.

- în Oltenia: Nicolae Basarab; Bezerenbam; Ioan; Farcaș; Litovoi; Bărbat; Basarab I.

În 1241, o mare invazie mongolă, sub conducerea lui Batu-Han, nepotul lui Ginghis Han, pustiește Europa și toate teritoriile locuite de români. Mongolii formează un mare hanat pe teritoriul vechiului Cnezat Kievean.

## Formarea statelor românești

### Federalizarea formațiunilor statale medievale timpurii
Marea invazie mongolă, slăbind puterea regatelor suzerane ale formațiunilor medievale românești timpurii, a favorizat emanciparea acestora, care s-a efectuat sub egida celor mai puternice dintre ele. În Transilvania, o parte din pătura conducătoare s-a maghiarizat, trecând la catolicism în urma persecuțiilor religioase (ceea ce a provocat subjugarea „țărilor” românești și includerea lor în comitatele ungurești sau săsești), dar în Țara Românească și în Moldova, conducătorii și-au păstrat credința ortodoxă și limba vernaculară română, „țările” fiind incluse în „județele” Țării Românești sau în ținuturile Moldovei.

### Formarea Transilvaniei

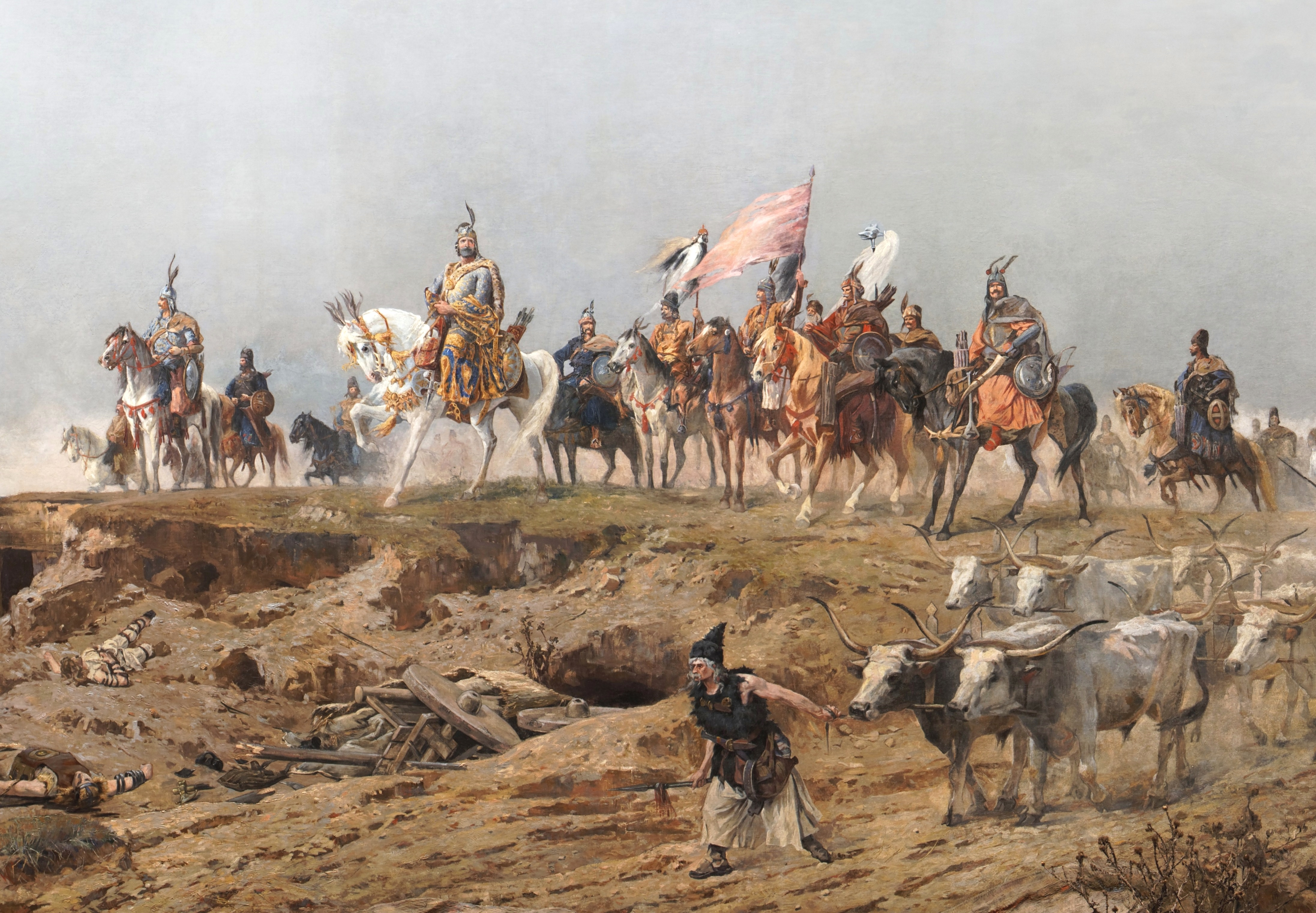
Maghiarii sosind în Europa centrală

În secolul VII, Maghiarii, ramură a triburilor fino-ugrice, originari din estul Munților Urali, au intrat în contact cu Bulgarii din bazinul mijlociu al fluviului Volga și au coborât fluviul în regiunea Bașchiria, zona dominată de Hazari. Au conlocuit cu populații turanice-bulgarii, bașchirii, hazarii, influențându-le organizarea socială și politică, ocupațiile agricole și limba. 
În secolul IX, ungurii s-au stabilit în nordul Mării Negre, între Don și Siret, de unde au desfășurat expediții militare spre Imperiul Bizantin și spre apusul Europei. 
La cererea bulgarilor, în 837, ungurii au intervenit în regiunea Dunării, pentru a-i opri pe deportații de la Adrianopol să se întoarcă în orașul lor, din regiunea nord-dunăreană în care fuseseră așezați. Ungurii au pătruns în centrul Europei în 862, implicându-se în războaiele dintre moravi și francii răsăriteni. În 881 au ajuns la Viena, chemați de cneazul morav Svatopluk. Au fost chemați de ducele Arnulf împotriva vechilor aliați și au devastat Moravia Mare. Ulterior, au fost solicitați de moravi să lupte împotriva francilor în 894. Împăratul bizantin Leon al VI-lea Filozoful le-a solicitat să lupte împotriva bulgarilor. 
Așezările lor de pe Don au fost însă atacate de pecenegi ce căutau teritorii împinși de triburile uzilor, fiind și chemați de bulgari. 
Fiind presați de pecenegi, ungurii s-au stabilit în Câmpia Panonică între anii 895-896, de unde au întreprins expediții în Europa centrală și vestică. Au ajuns până la coasta Atlantică, în peninsula Iberică și în sudul peninsulei italice, fiind stimulați de principii creștini care se aflau în război cu vecinii lor, fie de bogații. Ungurii erau rapizi și cruzi în expedițiile lor, cronicari fiind determinați să-i numească "flagelul lui Dumnezeu".
După 934 au condus raiduri în teritoriile Imperiului Bizantin, jefuind în colaborare cu pecenegii. Când au primit o solie, două căpetenii maghiare, Bulcsu și Gyula s-au creștinat și au adus un episcop, Hierotheos să-i creștineze pe unguri. 
Expedițiile în Europa occidentală s-au încheiat în 955 odată cu Bătălia de la Lechfeld, fiind învinși de germanii conduși de Otto I al Sfântului Imperiu Roman. 
Între timp, au fost trimiși misionari germani la unguri, aceștia fiind aduși definitiv din anul 1000 în sfera catolică. 
De-a lungul secolului al X-lea, după multe expediții, ungurii s-au sedentarizat și au adoptat practici agricole de la populațiile care conviețuiau în Panonia. Sedentarizarea, evoluția socială și creștinarea au fost premisele înfințării regatului maghiar în anul 1000, când Ștefan I al Ungariei a fost încoronat ca rege . 

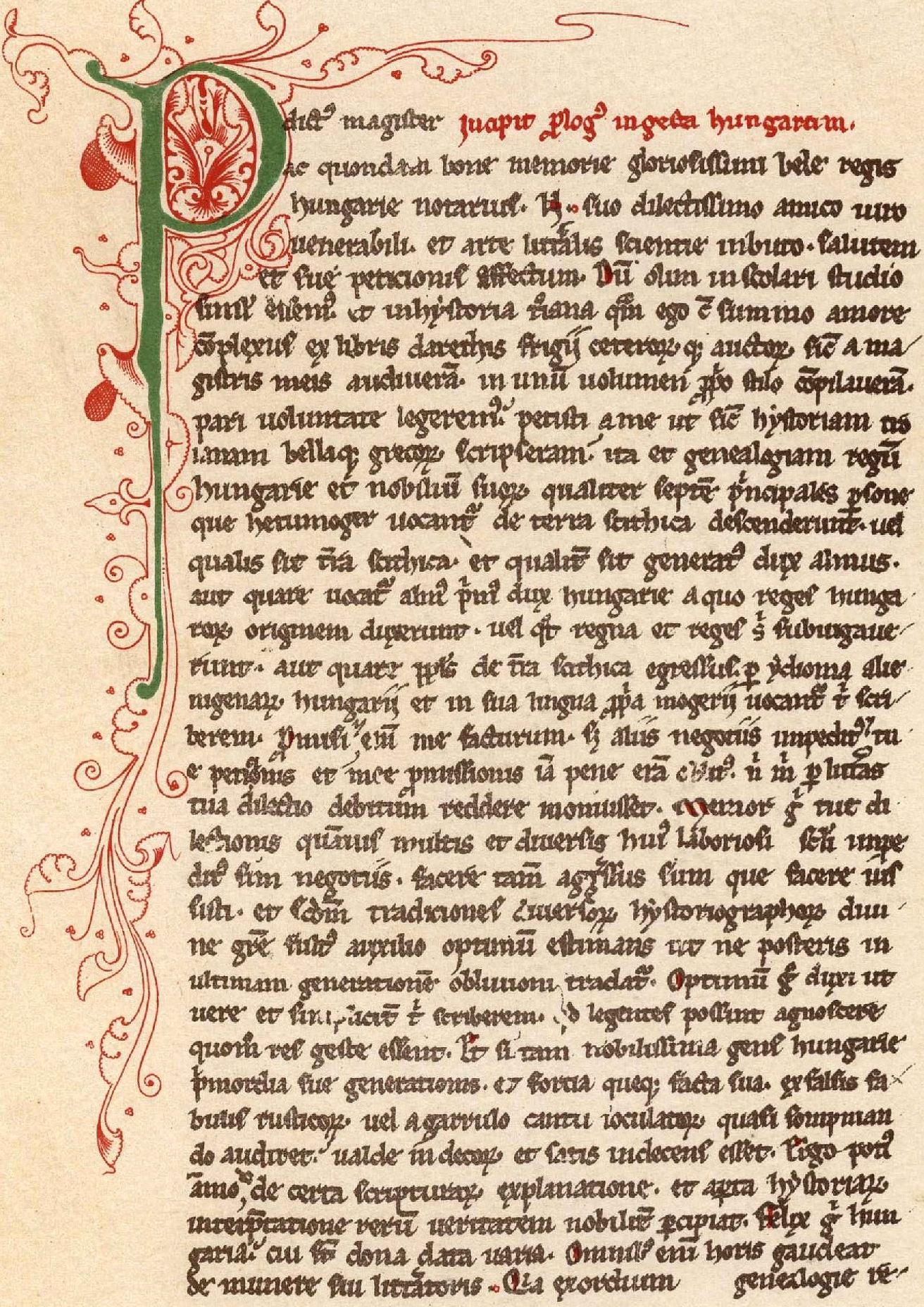
Gesta Hungarorum Anonymous

În cronică sa "Faptele Ungurilor"-Gesta Hungarorum, notarul anonim al regelui maghiar Bela al III-lea a relatat contactul ungurilor cu spațiul Transilvaniei, atestând structurile politice la momentul venirii acestora. Când ungurii conduși de ducele Almos au pătruns în Panonia, se relatează că între Dunăre și Tisa stăpânea ducele Bulgariei, Kean cel Mare, și pământul era locuit de slavi și de bulgari.
A consemnat existența a trei formațiuni politice la sfârșitul secolului IX.  
Între Tisa și pădurea Igfon, care se întindea între râurile Mureș și Someș, stăpânea ducele Morout-bunicul lui Menumorut, a cărei țară era locuită de hazari, cu reședința la Biharia. 
Pământurile situate între Mureș și castrul de la Orșova erau conduse de ducele Glad de la Vidin, al cărui urmaș, Ahtum, a fost ucis în timpul domniei regelui Ștefan cel Sfânt.
În cronică este redat conflictul dintre ducele Árpád și ducele Menumorut, cu reședința în cetatea Biharia. Arpad i-a cerut prin doi soli pământul său, invocând dreptul strămoșului său, Attila. Menumorut i-a respins cererea, afirmând că el stăpânea țară prin grația stăpânului sau, împăratul bizantin.
Când este relatată victoria de lângă Meseș asupra forțelor lui Menumorut, este descrisǎ Transilvania unde  domnea Gelou, de origine română, cu centrul la Dăbâca. Transilvania era renumitǎ pentru bunătatea locuitorilor români și slavi ('Blasii et Sclavi') și bogăția ei, feritilitatea solului, salinele sau nisipurile aurifere. Este descrisă ca fiind țară de peste păduri. Tuhutum a cerut să fie trimis o iscoadă în țară lui Gelou. Iscoada a relatat la întoarcere detalii despre bogăția țării lui Gelu, locuită de români și slavi "care n-au altă armă decât arcul". Este relatată bătălia dintre trupele maghiare și trupele lui Gelou, unde este ucis. După victorie, Tuhutum s-a stabilit în țara lui Gelu, iar cronica îi menționează descendenții până la Gyula care a fost capturat de Ștefan, atunci când Transilvania a fost ocupată. 

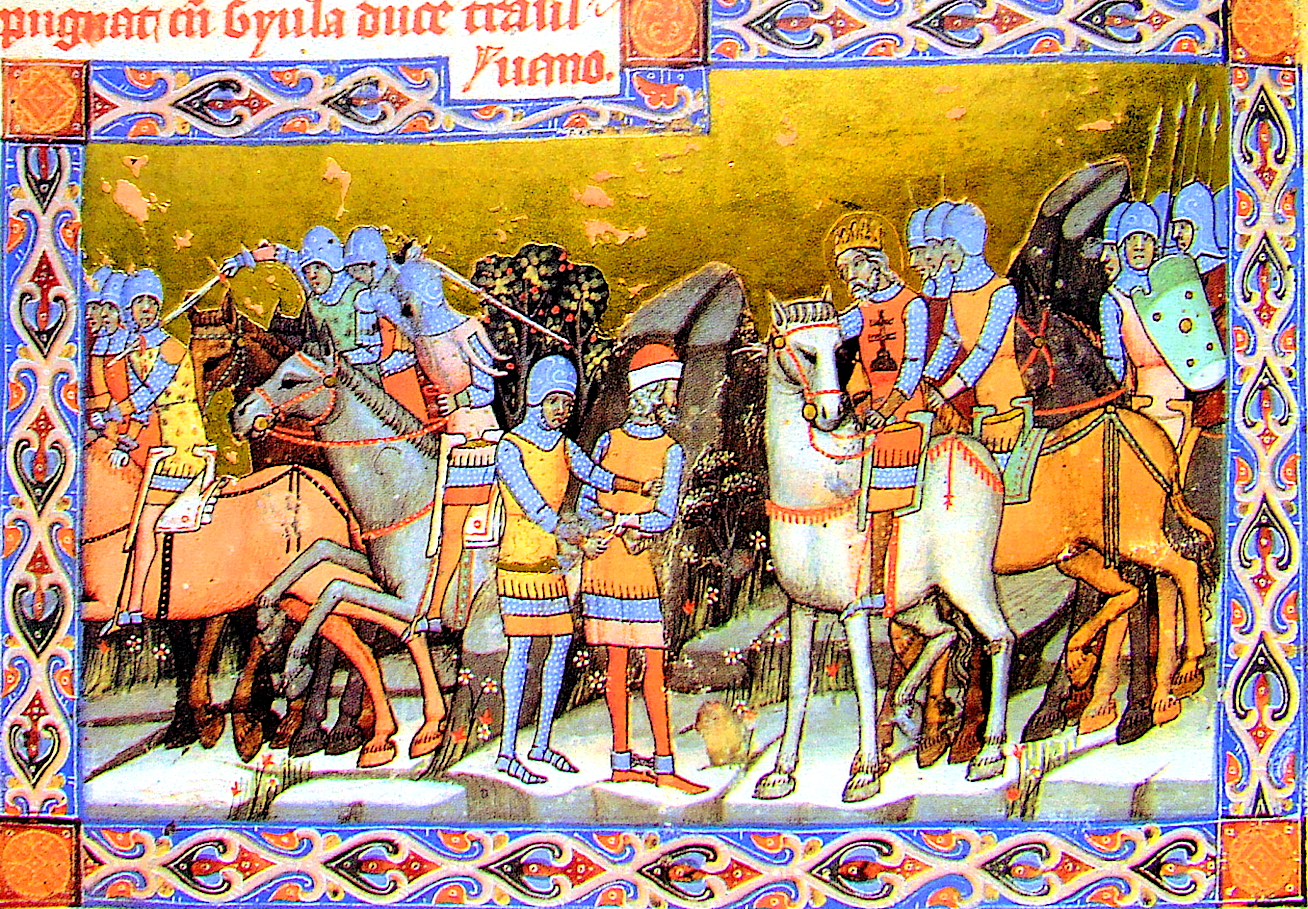
Regele Stefan il captureaza pe Gyula

Cronicarul relatează apoi pierderile teritoriale ale lui Menumorut. Acesta a vrut să se refugieze în Bizanț. După alte bătălii ale ungurilor, în Panonia, este redată asedierea cetății Biharia. Fiind cucerită, Menumorut a trimis o solie lui Arpad să-i transmită supunerea și i-a oferit fiica de soție pentru fiul său, Zoltan. După un an, Menumorut a murit fără descendenți și țara a rămas ocupată de ginerele său.
Autorul lucrării Gesta Hungarorum nu a menționat astfel decât că doar Gelu era de origine română, că stăpânea un stat româno-slav. Menumorut și Glad erau de origine bulgară, iar ducatele lor erau sub suzeranitate bulgară sau bizantină. Nu sunt pomeniți românii între locuitorii țărilor lor. 
Ungurii care au ocupat țară lui Gelu au coabitat cu localnicii. Prezenți de la începutul secolului X până la cursul Someșului Mic, la Cluj și la Alba-Iulia, pe Mureș (după anul 1000), pe cursul râului Târnava Mare (anii 1100), pe linia râului Olt (1150) și ulterior linia Carpaților Orientali și Meridionali (1200), conducătorii maghiari i-au înlocuit pe conducătorii români, formând structuri politice prin care au coabitat românii, slavii și maghiarii. Cucerirea Transilvaniei de către unguri s-a prelungit până către finalul secolului al XII-lea.
Pentru a-și extinde și păstra stăpânirea asupra centrului și sudului Transilvaniei, între secolele XI-XIII, regii Ungariei s-au văzut nevoiți să aducă coloniști din diverse colțuri europene, pe care să-i așeze pe linia Carpaților, pentru a putea apăra trecătorile: sași, secui și cavaleri teutoni.
Secuii, popor rezultat din elemente etnice diferite (turcice orientale și maghiare), luptători de avangardă ai armatei ungare, au pătruns în Țară Crișurilor și, între secolele XIII-XIV, au constituit o zona autonomă în Transilvania.
Sașii, populație de origine germanică ce au sosit, la început, în număr mic sub conducerea unui greavi-comites, selectați din rândurile micii nobilimi, cât și din rândurile meșteșugarilor și țăranilor înstăriți, s-au instalat în regiunea Orăștiei, Sibiului, Târnavelor, în Țară Bârsei și în Bistrița Năsăud. Au întemeiat sate prospere, au dezvoltat mineritul în zona și au dezvoltat orașe precum Sibiu-Hermanstadt, Brașov-Kronstadt, Sighișoara-Schassburg, Mediaș-Mediasch, Bistrița-Bistritz.
În 1211, regele Andrei al II-lea a instalat în Țara Bârsei Ordinul Cavalerilor Teutoni pentru a stopa invaziile cumanilor din Câmpia Dunării în Transilvania, deschizând expansiunea regatului maghiar spre sudul și estul Carpaților. Cele mai importante cetăți au fost în jurul Brașovului - Feldioara, Codlea, Prejmer sau Râșnov.

### Oltenia și Muntenia
Fiind înspăimântat de atacurile mongole, regele maghiar Béla al IV-lea a impus câteva măsuri de apărare. A instituit un sistem de pază, puternic și permanent, în regiunea de granița, a Banatului de Severin. I-a chemat în sprijin pe cavalerii ioaniți din cadrul Ordinul Suveran al Cavalerilor de Malta. Diploma Ioaniților, document emis de cancelaria regală, reprezintă un act deosebit în istoria românilor, indicând situația politică, economică, socială și militară din zona Munteniei și Olteniei, în prima jumătate a secolului XIII. 
Politic, diploma lui Bela al IV-lea pomenea cinci formațiuni; patru erau situate în dreapta răului Olt și una, în partea stângă, din care făceau parte: Banatul Severinului, trei cnezate, conduse de Ioan (voievod), Farcaș și de voievodul Litovoi; Țara lui Seneslau.
Economic, documentul acordat cavalerilor ioaniți pomenește că în acele locuri sunt prezente numeroase fânețe și pășuni, locuri de pescuit naturale sau create de mâna omului, situate pe Dunăre sau pe răul Celei, iar comerțul era înfloritor, jumătate din monede ce circulau revenind regelui. 
Social, sunt atestați reprezentanții clasei superioare - "maiores terrae", și clasei inferioare ce cuprindea rustici și țărani. 
Românii dispuneau de o organizare militară proprie, fiind obligați să îi sprijine pe cavalerii ioaniți cu "aparatul lor de război".

### Banatul Timișoarei
Conducătorii Glad și Ahtum sunt probabil legendari, dar faptul că ținutul Banatului era un banat, și nu un simplu comitat, dovedește că beneficiase inițial de o autonomie locală, ca și celelalte banate ale regatului Ungar, ce se înșirau de-a lungul hotarelor sudice ale acestuia. Pentru a converti bănățenii, români și sârbi, la catolicism, regii maghiari favorizează la Cenad (pe atunci Morisena; poate „Mureșana”) ridicarea unei mânăstiri benedictine.

### Formarea Dobrogei
În regiunea Dunării de Jos, unde condițiile de locuire erau prielnice, populația era numeroasă și comerțul înfloritor. Conform cronicii lui Nestor, cronicar rus din secolul XII, cneazul de Kiev, chemat de bizantini să lupte împotriva bulgarilor, a descoperit în acele zone dobrogene nu mai puțin de 80 de goroduri - cetăți și locuri întărite. 
În jurul celor mai importante goroduri au apărut și primele formațiuni prestatale, având în frunte diverși conducători locali. O inscripție slavonă, datată din 943 și descoperită lângă comuna Mircea Vodă (Constanța), îl menționează pe jupânul Dimitrie. O altă inscripție, datată din 992, descoperită la mănăstirea rupestră de la Basarabi-Murfatlar din Constanța, îl pomenește pe jupânul Gheorghe. Scriitoarea bizantină Ana Comnena afirmă că la sfârșitul secolului XI existau trei formațiuni teritoriale dobrogene cârmuite de Tatos, Sestlav și Sată. 
Din secolul XII, într-o diplomă a lui Asan al II-lea, este pomenită Țara Cavarna. Țara Distrei se situa în jurul centrelor Silistra și Păcuiul lui Soare.

## Formarea Țărilor Române

### Întemeierea Țării Românești
În a doua jumătate a secolului XIII, după cum reiese din documentele maghiare, un urmaș al voievodului Litovoi, care purta același nume, a reușit, între anii 1272-1275, să unească la teritoriul pe care îl stăpânea și zona din dreapta Oltului, refuzând recunoașterea suzeranității maghiare și plata vechilor obligații financiare. S-a răsculat împotriva regelui Ungariei . Ca urmare, regele maghiar Ladislau al IV-lea a decis să-l pedepsească și a trimis o oaste maghiară. Litovoi a fost ucis în bătălie, iar fratele său, Bărbat, a fost luat prizonier, fiind răscumpărat cu o mare suma de bani. Fapt ce dovedește că românii vor să se elibereze de suzeranitatea străină, să rupă relațiile de vasalitate și că se aflau într-un stadiu evoluat al organizării politice și militare. Răscumpărarea indică un potențial economic ce depășea cadrele unui simplu cnezat. 
Această ruptură a fost cauzată însă și de criză politică din Ungaria, izbucnită după moartea regelui Ștefan al V-lea , preluarea tronului de către Ladislau, copil fiind și instaurarea regenței, timp în care marii nobili și-au manifestat tendințele secesioniste sau de contestare a autorității maghiare. 
Ladislau, născut dintr-o mamă cumană (cumanii adoptaseră creștinismul doar formal, însă în practică, erau încă păgâni) era atras de riturile și obiceiurile păgâne, neglijând biserica și a determinat papalitatea să trimită un legat care să convoace Sinodul de la Buda din 1279. Ungaria a traversat o perioada de instabilitate până când în 1282 când regele se impune și pedepsește cumanii răsculați și îi învinge pe tătari între anii 1284-1285. 
Simultan cu perioada de criză a Ungariei, dominația tătarilor a slăbit în zonele de răsărit de Carpați și Dunăre. Tătarii și-au instaurat dominația după 1290-1291 între Balcani și Carpați. Țării bulgari și cneazul sârb erau supuși de către hanul Nogai. Tătarii ar fi unificat, prin cucerire, formațiunile politice românești. Dominația tătară a dispărut însă după moartea hanului, iar țările balcanice, profitând de slăbiciunea tǎtarior s-au debarasat de suzeranitatea lor. 
Acești factori, precum criza politică internă a Ungariei și slăbirea dominației tătarilor a favoritzat afirmarea tendințelor de autonomie ale formațiunilor statale românești. 

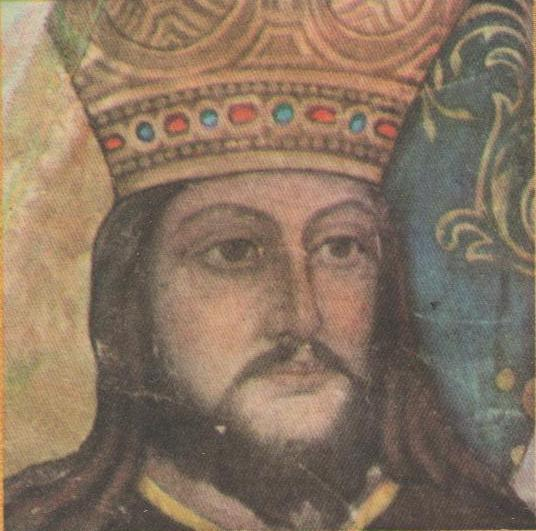
Negru Vodă

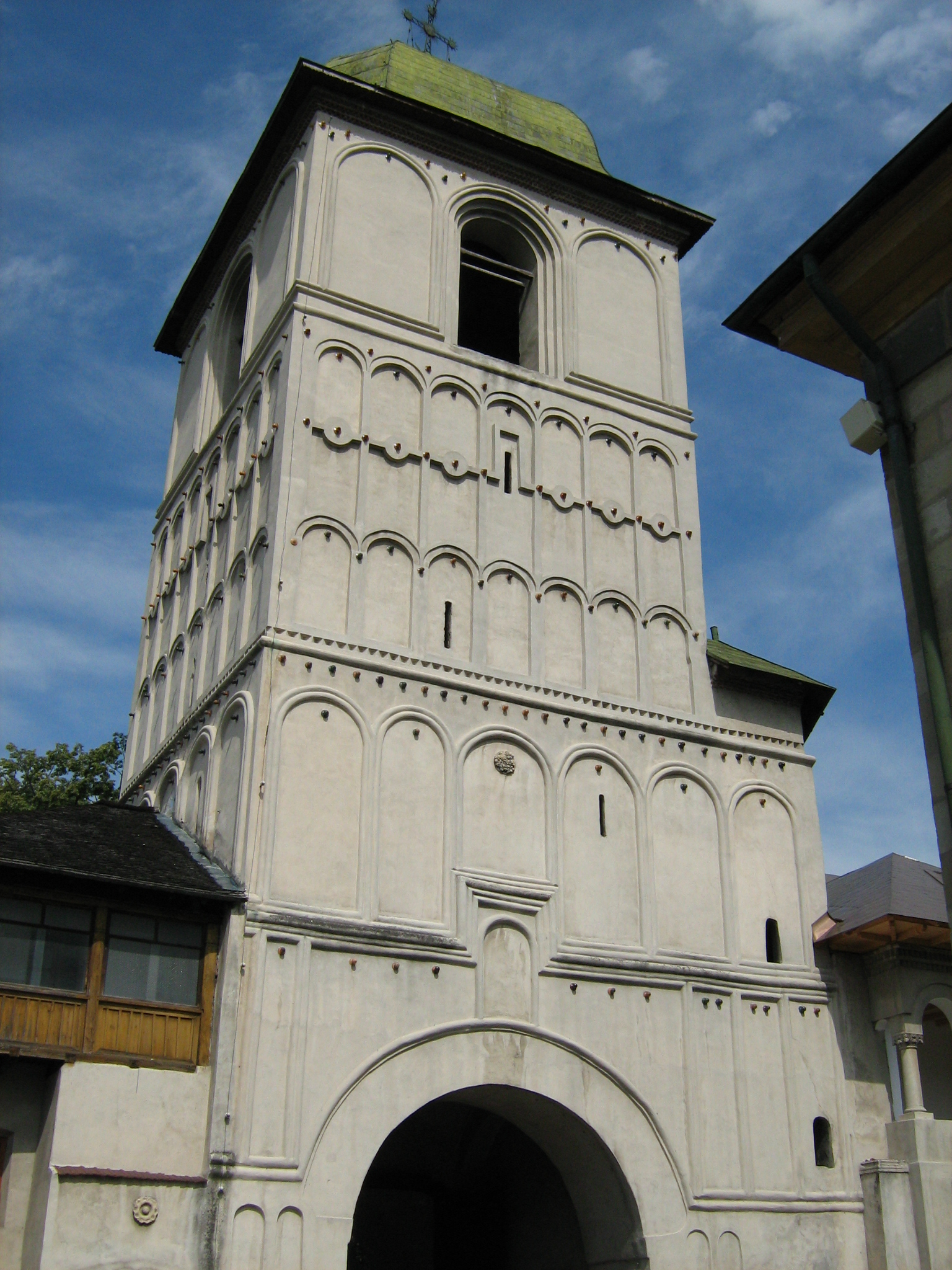
Intrarea în Mânăstirea Negru Vodă: inițial, toate nișele înfățișau sfinți zugrăviți

În cronicile din Țara Românească, începutul procesului de unificare este corelat cu venirea din Țara Făgărașului a legendarului Negru Vodă (sau Radu Negru Vodă), care prin 1290, a descălecat la Câmpulung, punând bazele Țării Românești în stânga Oltului. Până atunci, cetatea Câmpulungului a fost un avanpost al regatului maghiar, un important sediu al comunității catolice pentru sași și maghiari, situat pe drumul comercial ce lega Transilvania cu Dunărea de Jos și cu Marea Neagră. A devenit prima reședință domnească a Țării Românești, locul unde au fost îngropați primii voievozi. 

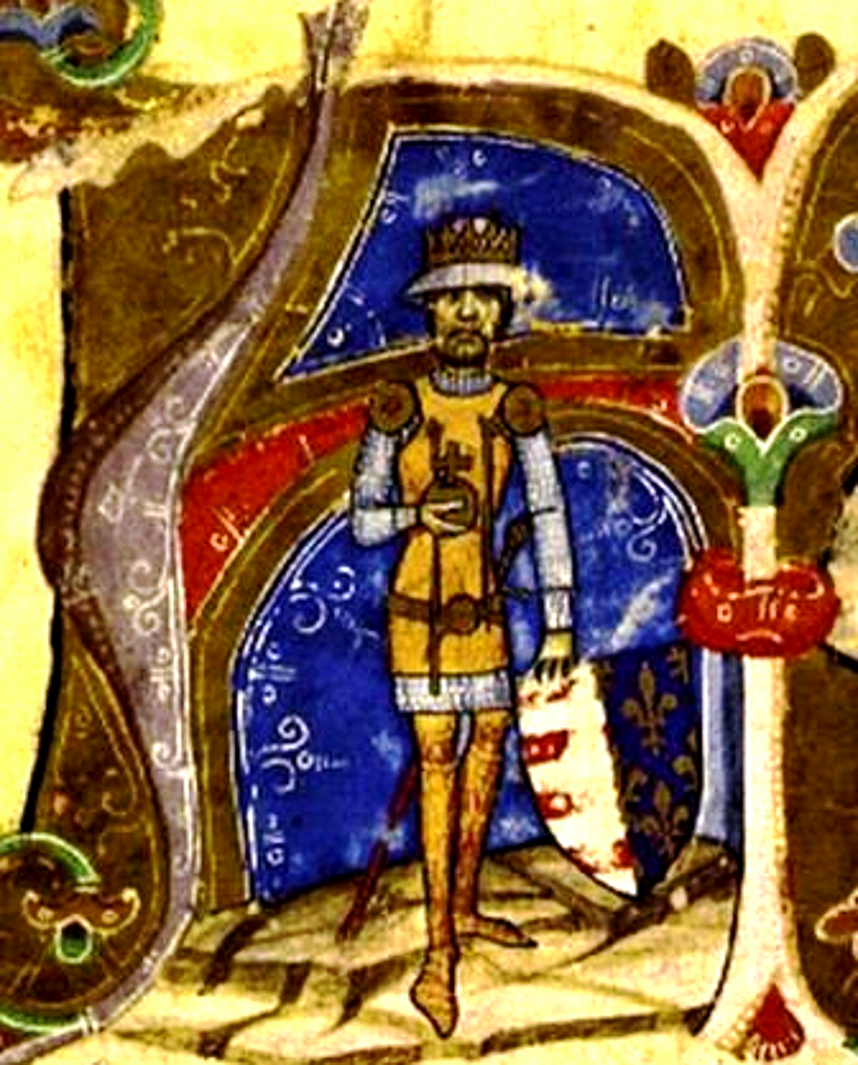
Carol Robert

În același an, a murit Ladislau al IV-lea supranumit "Cumanul", iar criză din Ungaria s-a accentuat. Succesorul sǎu, Andrei al III-lea al Ungariei, a încercat să restaureze autoritatea regală, dar s-a ciocnit cu interesele nobilimii maghiare care s-a opus cu forță. A convocat adunări regionale-congregațiile nobiliare. În 1291 s-a dus în Transilvania unde a convocat o altă congregație, la care au participat nobilii, ungurii, sașii, secuii și românii. A încercat să reglementeze problemele din Transilvania, fiind restaurată stăpânirea magistrului Ugrinus asupra a două sate din Țara Făgărașului. 
În 1301, regele Andrei III moare și Dinastia Arpadiană se stinge. S-au declanșat dispute pentru tronul Ungariei, criza internă prelungindu-se până în 1325. În cele din urmă, Carol Robert de Anjou, sprijinit de papalitate, a câștigat coroana în 1308. Și-a stabilit reședința la Timișoara, în apropierea granițelor Țării Românești. Unul dintre marii nobili oponenți, banul Teodor, și-a concentrat forțele în cetatea Mehadiei, unde a fost asediat câteva luni de trupele regale. Regele maghiar și noul domnitor român din sudul Carpaților după 1310, Basarab I(numit domnitor chiar de rege) au colaborat în asedierea cetății banului Tudor. Se spune că Basarab I ar avea origine cumana. În timpul domniei sale, procesul de formare a Țării Românești s-a finalizat. Într-o diplomă a regelui maghiar Carol Robert de Anjou, din 1324, apare numele voievodului Basarab denumit "voievodul nostru transalpin", cu reședința la Argeș. Documentul atestă schimburi de solii și relațiile pașnice, dar și pretențiile de suzeranitate ale regelui maghiar. Domnitorul era popular în rândul nobilimii maghiare și chiar un nobil l-a lăudat pe acesta și l-a defăimat pe regele maghiar. Relațiile dintre domnitor și regele maghiar s-au înrăutățit după 1325. 

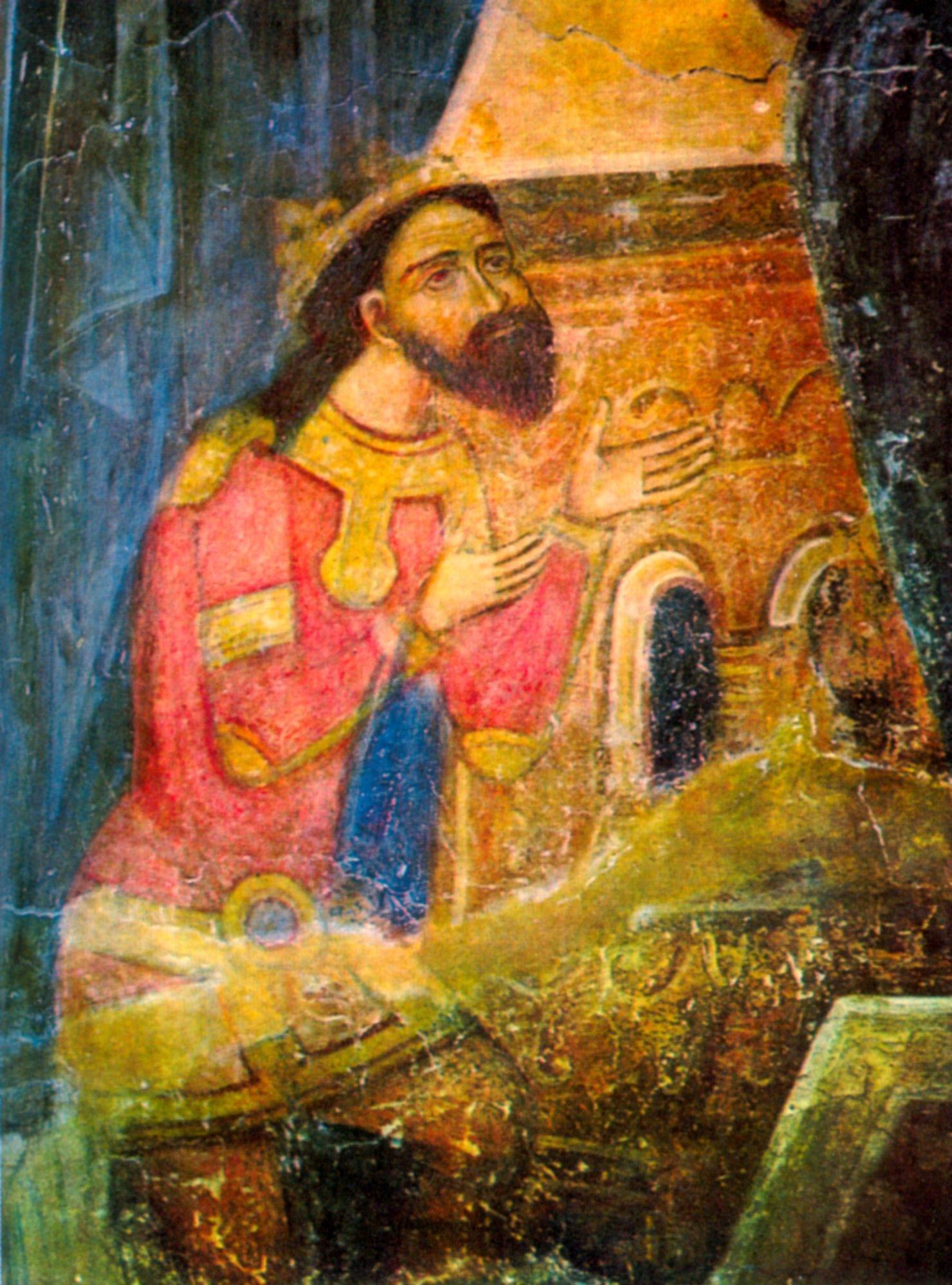
Basarab I

Basarab dorea să continue procesul de unificare a teritoriilor sud-carpatice, iar regele dorea să refacă autoritatea anterioară anarhiei asupra acestei regiuni. Nobilul maghiar numit de rege în funcția de ban al Severinului a reușit să îl determine pe rege să pornească în 1330 o campanie împotriva lui Basarab. După cum sublinia autorul Cronicii pictate de la Viena, izvorul cel mai important despre campania din Țară Românească, manevrele banului de Severin urmăreau de fapt interesele personale ale acestuia. El dorea să-l înlocuiască pe domnitorului român că să devină el guvernator , ceea ce ar fi asigurat pentru Carol Robert o dominație asupra regiunilor sud-carpatice.
Legăturile cu regalitatea maghiară aveau să se înăsprească brusc, voievodul muntean refuzând să mai plătească tribut și ocupă Banatul de Severin și cetatea Severinului. Conștient de situația internă nesigură, Carol Robert a trimși solii cu propuneri de pace, încercând să-l aducă sub ascultare. În zadar, și astfel, la începutul lui septembrie 1330, oastea maghiară a pătruns în Țară Românească, profitând de înfrângerea de la Velbujd a românilor, tătarilor și soldaților Țaratului bulgar. Dorind să evite un război sângeros, Basarab a trimis o solie regelui ungar, prin care renunță la Banatul Severinului și se obligă să plătească o despăgubire de 7000 de mărci de argint-o suma ce atestă starea înfloritoare a economiei Țării Românești. Carol a refuzat, nu vedea altă soluție decât pedepsirea celui pe care l-a numit "pǎstorul oilor sale" - "scoaterea de barbă din ascunzișurile sale". Atras de promisiunile și intrigile curtenilor săi, Carol Robert a neglijat potențialul militar al voievodului. Oastea maghiară a pătruns în Țară Românească prin regiunea Severinului pe care a ocupat-o și l-a instalat pe banul sau, apoi a traversat Oltenia și a ajuns la cetatea Argeșului. 

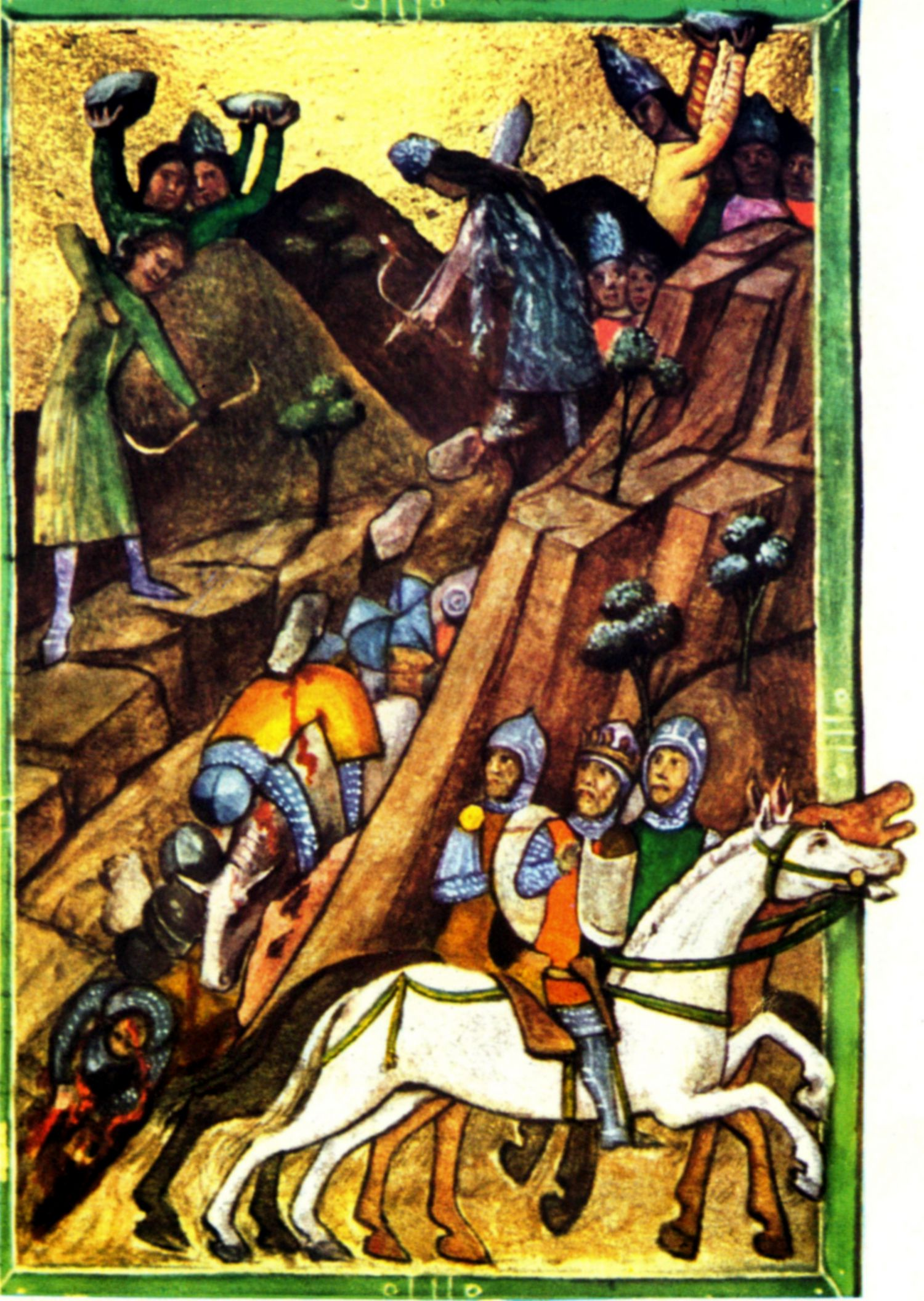
Cronica pictata de la Viena

Între 9-12 noiembrie 1330, s-a desfășurat Bătălia de la Posada. Ghizii români puși la dispoziția regelui de către Basarab i-ar fi condus apoi pe unguri într-un defileu unde acesta le pregătise o capcană. Odată ajunși în acea vale îngustă și prăpăstioasă, ungurii sunt atacați și zdrobiți de către mulțimea românilor urcați pe răpi, aruncând cu săgeți și pietre. Avantajat de teren, voievodul român a reușit să obțină o victorie care i-a asigurat pentru mai mulți ani un statut de independența față de regatul maghiar. După trei zile, însuși regele Carol Robert, și-a schimbat veșmintele cu ale unui supus și deghizat, a reușit să fugă, scăpând cu viață, pe când ostașul deghizat a fost ucis.
Drumul de întoarcere al armatei maghiare a fost foarte probabil prin Culoarul Rucăr-Bran, cel mai important drum de comunicare între cele două versante ale Carpaților în momentul respectiv. Drumul de-a lungul văii Oltului a fost intens practicat abia în perioadele următoare. De aceea, Posada, locul unde Basarab a învins armata regelui maghiar, trebuie plasată undeva pe acest traseu, de la cetatea Argeșului către Bran.
Vestea înfrângerii regelui maghiar a ajuns și la urechile  Papei Ioan al XXII-lea, care, într-o scrisoare din august 1331, îl felicita pe Carol Robert că a scăpat teafăr din cursa ce i-a fost pregătită. 
Independența Țării Românești față de coroana maghiară devenise un fapt realizat. Basarab a devenit întemeietor de stat, cât și creator al organismului politic, înființat de voievodul Litovoi. 
În 1352, o inscripție în limba slavonă, descoperită sub tencuiala bisericii domnești din Curtea de Argeș, la Câmpulung a murit marele Basarab voievod, îngropat în biserica mănăstirii de acolo, ce poartă astăzi, numele de Negru Vodă.

### Descălecatul Moldovei

Stema Moldovei

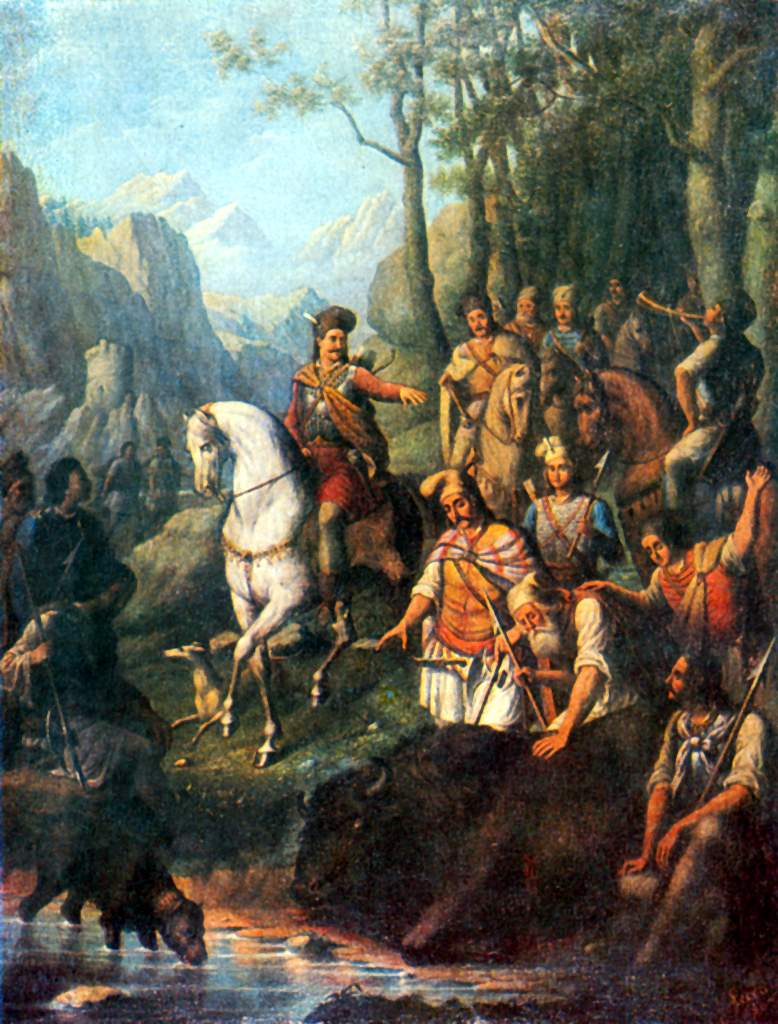
Dragos Voda la vanatoarea zimbrului

În nord-estul Moldovei este atestată în perioada secolelor IX-X Țara Sipenitului. Au fost pomenite și alte formațiuni prestatale-codrii (Codrii Cosminului, Codrii Lapusnei, Codrii Hertei), câmpurile lui Dragoș și Vlad, ocoalele în zonele Câmpulung sau Vrancea. Cel mai mare voievodat era Moldova, cu reședința la Baia, cetate semnalată în surse din 1200.
Cnezatele rusești își exercitau autoritatea în spațiul moldovean, de la Kiev și Halici. Invazia mongolă a înlăturat stăpânirea rusă. Înainte de invazia mongolă, în sudul Moldovei, s-a înființat în 1227 o episcopie a cumanilor, supusă arhiepiscopiei maghiare din Esztergom, maghiarii exercitându-și autoritatea prin intermediul bisericii. 
După un secol de stăpânire mongolă, au apărut factori care au favorizat întemeierea țării Moldovei. În 1340, moare cneazul Boleslav al Haliciului, declanșându-se o criză de proporții în sistemul politic internațional din regiune. Pentru dominația asupra cnezatului rus s-au luptat Polonia, Ungaria, Lituania și Hoarda de Aur. Polonia și Ungaria și-au plănuit din 1335 să-și orienteze politică externă spre regiunile ruse. Succesul lor a fost anihilat de reacția boierimii ruse și de intervenția mongolilor. Cazimir al III-lea al Poloniei  a intervenit și a ocupat cnezatul, recunoscându-i autonomia. Pentru stăpânirea Haliciului s-au format două tabere: Polonia aliată cu Ungaria contra Lituaniei și Hoardei de Aur. Potrivit acordului, Haliciul revenea Poloniei, cu condiția că în cazul morții fără urmași a regelui polon, tronul polonez să fie ocupat de regele Ungariei, Ludovic. Acordul a fost aplicat în 1370, când Ludovic al Ungariei a devenit și rege al Poloniei. 
Miza cea mare era drumul comercial dintre Marea Baltică și Marea Neagră, care avea traseu prin cnezatul Haliciulu. Drumurile comerciale aduceau o serie de venituri regatelor care le controlau prin sistemul de vămi. 
Conflictele asupra Haliciului s-au extins și asupra teritoriului Moldovei, unde s-au confruntat Ungaria și Hoardă de Aur.Ungaria dorea să controleze cel puțin în această parte un segment al drumului comercial. Scopul principal era formarea unei piețe în care producătorii să-și desfacă produsele ușor și în cantități mari spre gurile Dunării, spre centrele comerciale genoveze.
Campania din 1345 condusă de voievodul Transilvaniei a determinat restrângerea ariei de dominație tătară la estul Carpaților și formarea unui pol de putere maghiară în regiune. Succesul maghiar a fost revelat de încercarea de a restaura episcopia Milcoviei, ce a aparținut cumanilor. Din regiunea sudică, maghiarii s-au extins către nord, cuprinzând formațiunile politice românești existente.
Tradiția îl consideră pe Dragoș I din Maramureș că fiind primul domnitor al Moldovei. În "Letopisețul Țării Moldovei până la Aron Vodă", cronică alcătuită în secolul XVII, între anii 1349 și 1359 se povestește că voievodul Dragost de Maramureș, ieșind la vânat, a întâlnit în cale un bour, pe care l-a gonit cu câinii până la malurile unui rău, unde sub o răchită, l-a ucis. Bucuros, a întins un ospăț pentru toți oamenii săi. Fiindcă îi plăcea locul, s-a hotărât să-și stabilească curtea, apărând un nou stat-Moldova. În amintirea vânătorii, a decis că stema să fie un cap de bour, locul unde a căzut animalul să se cheme Boureni-județul Suceava, iar apă-Moldova, după numele cățelușei care a hăituit bourul și a murit de oboseală la malul răului. 
Dragoș a fost în mod cert numit de regele maghiar în fruntea teritoriilor moldovenești cucerite de oastea maghiară în urmă campaniilor anti-mongole, infiintnd o marca de granița, de apărare-unitate politico-teritorială și militară condusă de Dragoș din Giulești, voievod de Maramureș, cu capitală la Baia. 

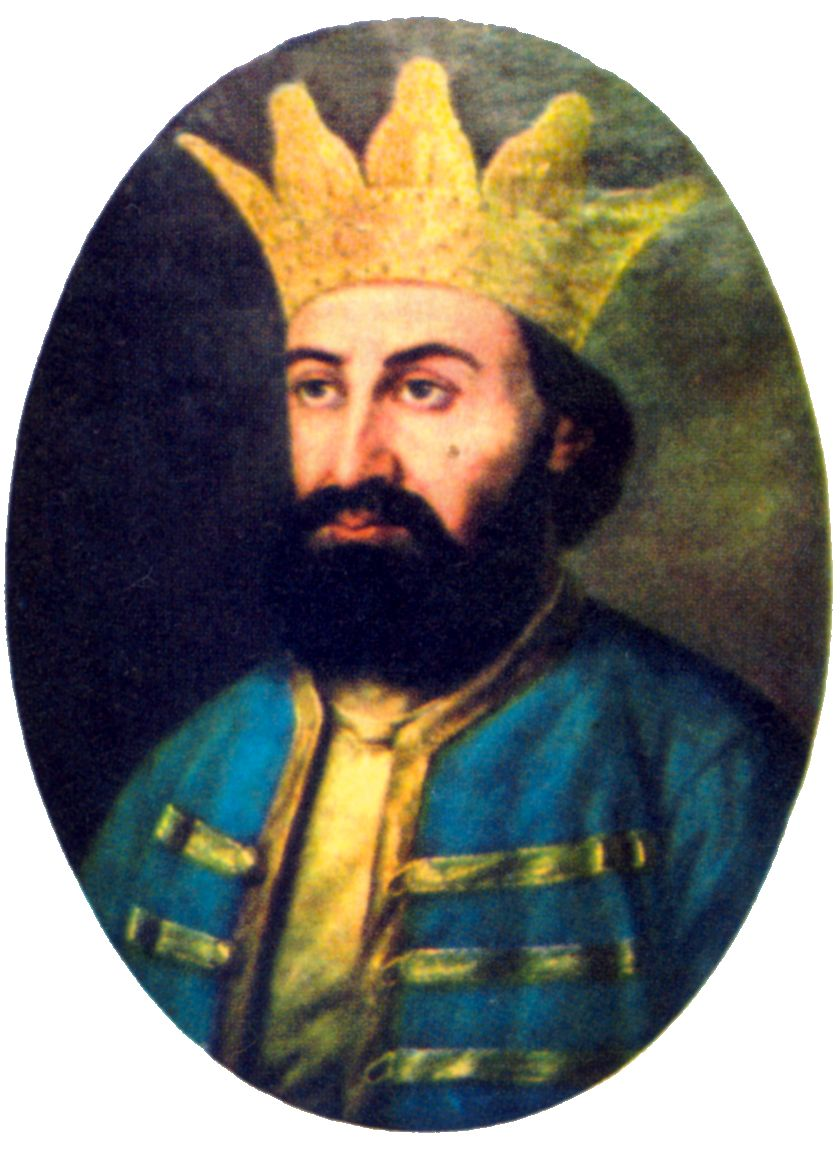
Bogdan I

După doi ani de domnie, a fost urmat de fiul său, Sas, a cărui conducere a durat patru ani. În 1359, pe tron a urcat unul dintre fii acestuia, Balc, care se confruntă cu un fost voievod de Maramureș, Bogdan I de Cuhea și cu o răscoala moldovenească împotriva dominației maghiare, fiind necesară intervenția unei oaste din Transilvania condusă de Dragoș din Giulești, care să readucă Moldova sub autoritatea regelui maghiar. Simultan, doi frați, Petru și Ștefan, și-au disputat tronul în nordul Moldovei, în conflictul lor interveniind trupele poloneze și maghiare.
Numit infidel de către curtea maghiară, Bogdan, în fruntea boierimii locale revoltate împotriva coroanei maghiare, a părăsit Maramureșul, împreună cu familia, acoliții săi, și prin lupta, a proclamat autonomia Moldovei, îndepărtându-l pe urmașul lui Dragoș, Bâlc. Nemulțumit, Ludovic de Anjou a întreprins, între 1359 și 1365, o serie de expediții de pedepsire a lui Bogdan, dar fără succes. 
La 2 februarie 1365, regele Ungariei, Ludovic, recunoștea eșecul oamenilor săi în Ungaria și acceptă succesul lui Bogdan printr-un document ce poate fi considerat un act de naștere a noului stat, recunoscut de puterile străine . I-a răsplătit pe fii lui Sas-Drag, Dragomir și Ștefan și pe Balc pentru "serviciile sale strălucite și lupta ducă împotriva lui Bogdan, cel care a trecut pe ascuns din regatul ungar în țară Moldovei și s-au silit s-o păstreze spre ofensă majestății sale. " 
Astfel, în 1365, a luat naștere cel de-al doilea stat românesc independent, cu capitală pe Siret. Bogdan a clădit o biserica în stil romanic în târgușorul Rădăuților.
Regele a confiscat moșiile lui Bogdan din Maramureș, pe care l-a acuzat de răzvrătire, și le-a dăruit nepoților lui Dragoș, care au fost primiți la curtea regală.Succesul lui Bogdan se explică prin ajutorul diplomatic și probabil militar pe care l-a primit din partea lituanienilor și tătarilor.Descoperiri arheologice recente indică chiar o posibilă relație de vasalitate față de Hoardă de Aur. Procesul de unificare a teritoriilor de la est de Carpați a continuat până în timpul lui Roman I, care a reușit să adauge și regiunile sudice până la mare.